# 2024년 하계 올림픽 아메리칸사모아 선수단
2024년 하계 올림픽 아메리칸사모아 선수단은 2024년 7월 26일부터 8월 11일까지 프랑스 파리에서 열린 2024년 하계 올림픽에 참가한 올림픽 아메리칸사모아 선수단이다.
아메리칸사모아 올림픽 선수단은 1988년부터 국제 올림픽 위원회의 승인을 받고 올림픽에 출전하고 있다.

## 출전 선수
| 종목 | 남자 | 여자 | 전체 |
| ---- | ---- | ---- | ---- |
| 수영 | 1    | 0    | 1    |
| 육상 | 0    | 1    | 1    |
| 전체 | 1    | 1    | 2    |

## 메달 집계
| 종목 | 1 | 2 | 3 | 합계 |
| 종목 | ' | ' | ' | '    |
| 종목 | ' | ' | ' | '    |
| 종목 | ' | ' | ' | '    |
| 합계 | ' | ' | ' | '    |

## 같이 보기
- 2024년 하계 올림픽